# Висоцкас, Альгимантас
Альгиминтас Висоцкас (лит. Algimantas Visockas, родился 27 мая 1987 в Электренае) — литовский хоккеист, нападающий вильнюсского клуба «Хоккей Панкс».